# Philip Stanhope (1er baron Weardale)
Pour les articles homonymes, voir Philip Stanhope.
Philip James Stanhope, 1er baron Weardale (8 décembre 1847 - 1er mars 1923) est un homme politique et philanthrope du Parti libéral britannique.

## Jeunesse
Stanhope est né à Marylebone, Londres. Membre d'une famille politique importante, il est le fils cadet de Philip Stanhope (5e comte Stanhope) et Emily Harriet, fille du général Edward Kerrison (1er baronnet). Arthur Stanhope (6e comte Stanhope) et Edward Stanhope sont ses frères aînés (contrairement à lui, ils sont tous deux des membres du Parti conservateur) . Ayant rejoint la Royal Navy dans sa jeunesse, il atteint le grade de lieutenant avant de quitter le service .

## Carrière politique
En 1886, Stanhope est élu à la Chambre des communes comme député de Weddbury. Ayant perdu son siège en 1892, il est réélu en 1893 pour Burnley, siège qu'il occupe jusqu'en 1900. Battu à nouveau, il est élu en 1904 pour Harborough, siège qu'il occupe jusqu'en 1906 date à laquelle il est élevé à la pairie en tant que baron Weardale, de Stanhope, dans le comté de Durham.
Opposant de premier plan à la guerre - notamment la guerre des Boers -, il est président de la sixième Conférence nationale de la paix à Leicester en 1910, et dirige le groupe britannique au sein de l'Union interparlementaire et est président de cette organisation de 1912 à 1922. Il est également président du Save the Children Fund et administrateur de la National Portrait Gallery.
Avec George Curzon, il devient en 1912 coprésident de la Ligue nationale contre le droit de vote des femmes, une organisation anti-suffragette. En 1914, il est attaqué à la Gare d'Euston par une suffragette qui l'a confondu avec le Premier ministre, Herbert Henry Asquith.

## Vie privée
Lord Weardale épouse la comtesse Alexandra Tolstoï (1856–1934), petite-fille du comte russe d'origine allemande Georges Cancrin et veuve du comte Tolstoï, un parent de l'écrivain Léon Tolstoï, en 1877. Ils vivent au Wodehouse près de Wombourne, où ils reçoivent William Ewart Gladstone. En 1906, il construit Weardale Manor, une maison de campagne sur Toys Hill, Brasted Chart, près de Sevenoaks dans le Kent. Une maison substantielle - 145 pièces - qui n'est occupée que pendant les mois d'été. Il meurt à Sevenoaks en mars 1923, à l'âge de 75 ans, et est enterré à Chevening. Comme il n'a pas d'enfants, la baronnie s'éteint à sa mort. Après sa mort, Lady Weardale se rend rarement à Weardale Manor. À sa mort en 1934, elle laisse cela à son neveu, Lord Stanhope. Faute de fonds pour le maintenir, il le laisse tomber en ruine et il est démoli en 1939 comme de nombreuses maisons de campagne à cette époque.